# Corte Suprema de la Nación Navajo

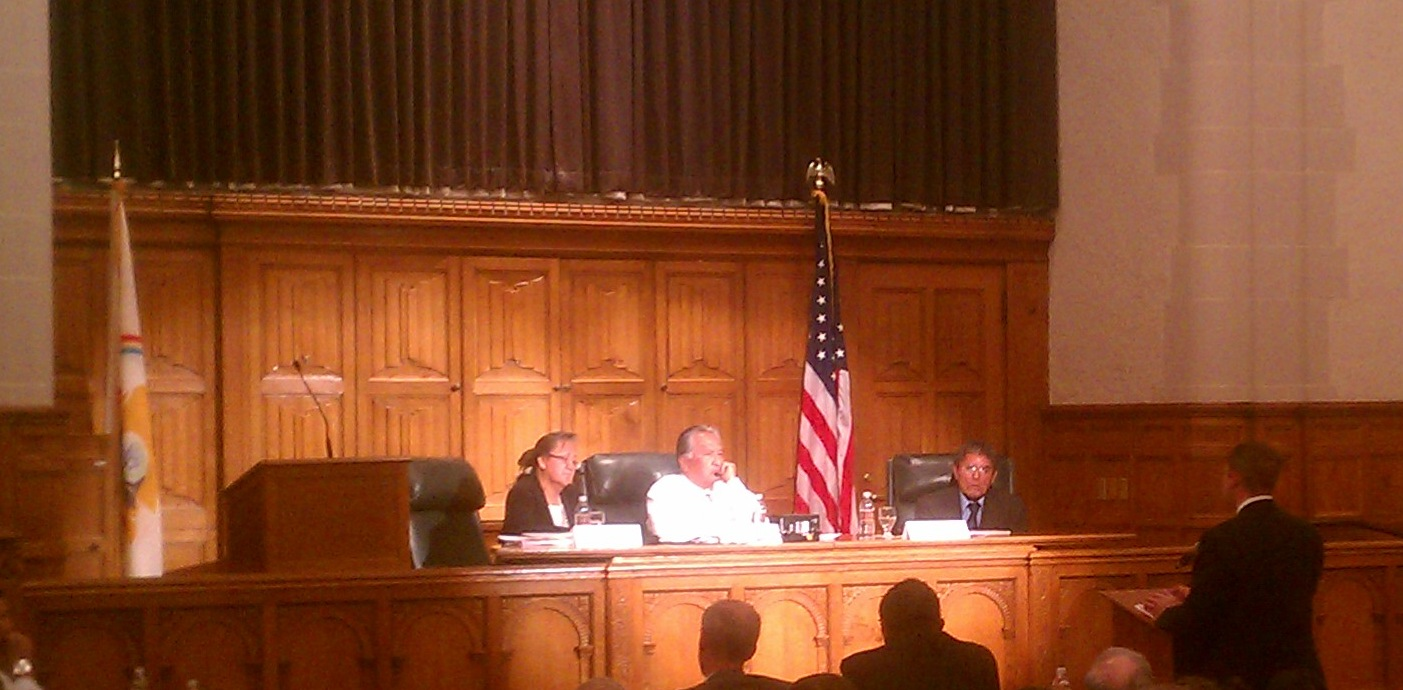
La Corte Suprema escucha los argumentos orales a la Yale Law School de New Haven, Connecticut, 14 de noviembre de 2011. En la foto aparecen Presidente del Tribunal Supremo Herb Yazzie (centre), Eleanor Shirley (izquierda), y Wilson Yellowhair (derecha, sentado por designación especial).

La Corte Suprema de la Nación Navajo es la autoridad judicial amerindia más alta de la Nación Navajo, la más grande de las tribus reconocidas federalmente de los Estados Unidos. De acuerdo con la Harvard Law School, "el sistema judicial de la Nación Navajo es el sistema judicial tribal más activo en los Estados Unidos, con la misma carga de casos y en algunos casos supera que los sistemas judiciales municipal, condal y estatal."
La Corte Suprema de la Nación Navajo tiene su sede en Window Rock. Es un cuerpo de tres miembros consistente en el Juez Supremo Herb Yazzie, y un juez asociado, Eleanor Shirley. El tercer asiento se encuentra actualmente vacante; un juez de distrito ocupa temporalmente el asiento por designación, cuando la Corte escucha un caso. 

## Historia
La Corte Suprema de la Nación Navajo fue creada originariamente como Corte de Apelaciones Tribal Navajo el 1 de abril de 1959 como parte de la implementación de la plantilla judicial del Consejo Tribal Navajo como rama independiente de gobierno, el "Poder Judicial del gobierno de la Nación Navajo". Originalmente se trataba del tribunal supremo en la Nación Navajo. Desde 1978 a 1985 el "Consejo Supremo Judicial", un cuerpo político más que no de un tribunal, podía conocer de los recursos, de forma discrecional, de la Corte Tribal Navajo de Apelaciones.
En diciembre de 1985 el Consejo Supremo Judicial fue eliminado y la Corte Tribal Navajo de Apelaciones se transformó en la Corte Suprema de la Nación Navajo. Fue creado expresamente como Tribunal Supremo.